# Procapra przewalskii
Procapra przewalskii — вид ссавців підродини Антилопові (Antilopinae).

## Опис
Це відносно невелика, струнка тварина з великими очима і короткими, гострими вухами. Голова і тіло довжиною від 109 до 160 сантиметрів, висота в холці від 50 до 70 сантиметрів, вага від 17 до 32 кг. Самці зазвичай більші й важчі. Хвіст короткий, усього від 7 до 10 см і часто повністю прихований хутром. Тварина жовтувато-коричнева зверху з білим низом і білою, у формі серця плямою на його крупі, частково поділеною навпіл світло-коричневою лінією. Самці темнішого кольору, ніж самиці, і хутро обох статей більш сірувате взимку. У дорослих самців є роги від 18 до 26 сантиметрів довжиною. Цей вид тісно пов'язаний з Procapra picticaudata.

## Спосіб життя
Procapra przewalskii зазвичай подорожує в малих групах, рідко більше десятка осіб, хоча набагато більші стада були зареєстровані в 19 столітті, коли загальна чисельність була вищою. Самці часто поодинокі, або подорожують в невеликих групах з двох або трьох осіб, протягом більшої частини року, але збираються в невеликі стада з самицями взимку під часу гону. Procapra przewalskii, як правило, тихі, але, як повідомляється, роблять короткі звуки бекання.

## Їжа
Переважно раціон складається з осоки і трави, доповненням є чагарники, такі як астрагал. Вони часто зустрічаються під час харчування разом з Procapra picticaudata, але ці види не конкурують за ресурси, так як остання полюбляє бобові рослини. 

## Поширення
Країни проживання: Китай (Ганьсу — регіонально вимерли, Цинхай). Обмежується ізольованими субпопуляціями навколо озера Цинхай. Ретельне обстеження у вересні 2003 року показало загальну чисельність населення 500–600 осіб. Населяє степові й відкриті долини, включаючи хвилясту місцевість на висотах 3194–5174 м.